# 寧夏之役
寧夏之役，又稱寧夏兵變、哱拜之亂，是指明萬曆二十年（1592年）明朝的寧夏地區的叛亂，是由嘉靖年間投降明朝的副總兵哱拜（當時已退休致仕）所主導的叛亂。主要叛亂的因素是貧窮的士兵自主產生的叛亂。這是萬曆帝統治下發生的萬曆三大征的其中之一。
1592年4月1日（萬曆二十年二月十八日），哱拜與劉東暘殺寧夏（今宁夏銀川）巡撫黨馨及副使石继芳，焚毁公署。逼总兵官张惟忠以党馨“扣饷激变”奏报，連陷河西四十七堡，佔寧夏為王。全陝震動。只有宁夏参将萧如薰坚守平虏城不投降。4月15日，總督魏學曾恢復河西47堡，唯寧夏鎮遲不能復，調副將麻貴馳援，又調李如松為寧夏總兵等進行圍剿。兵部尚書石星計劃以黃河之水灌淹寧夏城，魏學曾则力主招安。魏學曾后被革職查辦，以葉夢熊代之。萬曆二十年九月，劉東暘殺土文秀。哱拜自盡，哱承恩等被部卒何世恩擒下，在西安酷刑死。至此寧夏平定，夢熊居功不傲，「讓功學曾及諸將敢戰者」，官復原職。

## 背景
哱拜是蒙古人，嘉靖年間投降明廷，以功升都指揮使，但其却暗中蓄養亡命之徒。万历十七年（1589年），哱拜以副总兵致仕，其子哱承恩袭为指挥使。万历十九年（1591年），蒙古火落赤等部入寇洮河，边关告急，哱拜自请率所部3000人救援。哱拜率军至金城后，见各镇明军皆不如自己的部队。哱拜率军取路塞外返回，蒙古军队亦远避之，因益骄横，有轻中外之心。

## 經過
巡抚党馨每抑裁之，并核其冒饷罪。因此万历二十年（1592年）二月，哱拜杀死党馨及副使石继芳，逼迫总兵官张维忠自杀。継云、土文秀杀死游击梁琦，守备马承光，刘东旸自称总兵，推举哱拜为领袖，承恩、许朝为左、右副总兵，継云、土文秀为左、右参将。承恩于是攻陷玉泉营、中卫、广武，黄河以西地带望风而降。只有土文秀进攻平虏，参将萧如党坚守不投降。此时哱拜叛军已经夺取了黄河以西共47座堡寨，而且渡过了黄河，又诱使河套著力兔、宰僧率蒙古军队进犯平虏、花马池，陕西全境震动。
4月15日，魏学曾下令副总兵李昫率游击吴显赶赴灵州，另遣游击赵武赴鸣沙州，沿黄河一带阻止叛军南渡，自己率明军主力进驻花马池，正当叛军的冲要。李昫等渡过黄河，叛军大多逃跑，47座堡寨被明军一举收复，只有宁夏镇还被叛军盘踞。著力兔等部蒙古军与叛军遥相呼应，哱拜、土文秀进攻赵武于玉泉。継云引导著力兔攻平虏，如薰设下埋伏射死継云。李昫回救赵武，围困才解除。
四月，李昫率军与前任总兵牛秉忠抵达宁夏镇城下，明神宗提拔董一奎为总兵，李贲为副职。不久，又提拔如薰代替董一奎，以麻贵代替李贲。他们还没有到任，李昫等已经下令明军攻城。叛军从东西两个门各派出骁勇善战的骑兵3000迎战，步兵则以阵营为单位排列架火战车。明军冲上来，夺得战车100余辆并乘胜追击，将叛军逼入湖内，叛军淹死的不可胜计。副总兵王通作战尤其卖力，他的家丁高益等乘胜进入北门，后因援兵没到而被杀死，王通也负了伤，榆林游击俞尚德力战而死。第二天，许朝、土文秀胁迫庆王登上东城，乞求暂时罢兵，诡称愿意献出首倡叛乱者的脑袋。正好明军粮食吃完了，于是领兵退去，在附近城堡休整。魏学曾日夜办理粮草，调动延绥、庄浪、兰、靖、榆林的明军部队，因为道路遥远，打造的船只也没有准备好，于是驻于花马池，等后续部队一到就移往灵州。很快，延绥游击姜显谟、都司萧如蕙，甘州前任总兵张杰及麻贵各部明军都到了，又抵达宁夏镇进攻。叛军考虑到延绥、榆林明军出动后，城防空虚，便勾结黄台吉的妻子，命令他儿子舍达夫、侄子火落赤、土昧铁雷攻掠旧安边、砖井堡以牵制明军。哱承恩又以计谋集合叛军兵力，埋伏在延汉渠，抢掠了200辆明军的运粮车。魏学曾从花马池赶回灵州，被叛军包围，救援部队到后才解围。麻贵等数次攻城未能攻下，叛军将庆王的王妃杀死，将庆王府宫人、金帛一抢而空。朱秉忠在激战中右腿负伤，明军被迫再次将部队撤回。明神宗听从尚书石星的建议，赐给魏学曾尚方宝剑督战。此时正好宁夏巡抚朱正色、甘肃巡抚叶梦熊、监军御史梅国桢，各位大将刘承嗣、董一奎、李如松先后到来。
六月，明军又再一次攻城，但依旧连战不下。起初，魏学曾遣人招降刘东旸、许朝，曾在固原停留十余日等待消息，明神宗责备他玩忽职守。李日句渡黄河又迟了点，松山、河套的蒙古军队突然进攻，明军于是再次失利。魏学曾曾上疏要求监军不要参与兵事，明神宗命令梅国桢遵守这一点，梅国桢颇不满意。等他来到军队，梅国桢弹劾诸将观望，而定魏学曾玩忽职守罪。
七月，魏学曾获罪后，便待罪军中。明廷命叶梦熊接替他，赐“尚方剑”。叶梦熊、魏学曾、梅国桢定下计策，决黄河大坝让黄河之水灌城，水达到城下。此时，卜失免、庄秃赖率3万蒙古骑兵入寇定边、小盐池，以土昧铁雷为前锋，而另外派遣宰僧领1万骑兵从花马池西沙湃口进攻明军，声援叛军。麻贵率军在右沟阻击蒙古军队，其士气稍稍有些挫折，于是分为几路去往下马关及鸣沙州。魏学曾命令游击龚子敬扼守沙湃口，征召延绥总兵官董一元捣毁土昧铁雷的巢穴，斩首130余级，蒙古军大惊而走，在沙湃口遇上龚子敬所部明军，将蒙古兵重重包围。最终龚子敬战死，但这一支蒙古军队也离开了，叛军求援无望。
八月，黄河决口，大堤毁坏，城外水深有八、九尺，东西城崩塌100余丈。著力兔、宰僧又乘机入寇李刚堡。李如松、麻贵等率明军将这支蒙古军队击败，一直追赶到贺兰山才罢休。
10月7日，浙兵在参将杨文的带领下抵达宁夏镇，叶梦熊督造的艘冲锋舟已经建造完毕，苗兵、汉兵、庄浪兵开始乘舟再次攻城。12日，在城外洪水的浸泡下，北面城墙开始崩裂，13日，明军拿下南门。叶梦熊又施反间计，募城中卖油郎李登游说哱承恩，令其杀刘东阳、许朝赎罪，又游说刘、许杀哱承恩赎罪。叛军内部互相嫌疑。刘东阳杀土文秀，哱拜杀许朝、刘东阳，悬首城上降，李如松、杨文遂入城。21日，哱承恩谒监军梅国桢，被参将杨文逮捕入狱。李如松提兵包围了哱拜家，哱拜自缢，合家自焚。哱拜次子承宠、养子哱洪大、土文德、何应时、陈雷、白鸾、陈继武等被生擒。12月14日明神宗命磔哱承恩、何应时、陈雷、白鸾、陈继武，斩哱承宠、哱洪大、土文德，在西安巿殺死後傳頭九边.
此次兵乱，历时8个月，明军历经反复镇压到年底才艰难击垮叛军。兵变中堡寨、水利设施、民宅被破坏严重，百姓在战乱中无辜惨遭杀害，中卫以及整个宁夏地区人民遭受了巨大灾难。

### 引用
1. 1 2  Swope 2009，第33頁.
2. ↑  Swope 2009，第30頁.
3. ↑  明实录254